# Final Cut Studio
Pour les articles homonymes, voir Final Cut.
Final Cut Studio était une suite de logiciels professionnels destinés à la création vidéo produite par Apple. Cette suite inclut le logiciel de montage vidéo Final Cut Pro.
Depuis 2011, cette suite n'est plus en vente et a été remplacé par trois logiciels distincts :
- Final Cut Pro X ;
- Motion ;
- Compressor.

## Contenu
Cette suite contient quatre principales applications ainsi que quelques autres utilitaires. Les six applications principales sont :
- Final Cut Pro 7, montage vidéo en SD et HD ;
- Soundtrack Pro 3, post-production audio ;
- Motion 4, outil de compositing ;
- DVD Studio Pro 4, création de DVD ;
- Apple Color 1.5, étalonnage multi-couches avec prise en charge des masques ;
- Compressor 3.5, utilitaire d'encodage et traitement du signal avancé pour les imports-exports.

Les autres utilitaires sont :
- LiveType 2, création de titrages animés
- Cinema Tools 3, outils de traitement des conversions EDL-CUTLIST pour le film en 24i/s.
- QuickTime Pro, une version professionnelle de QuickTime donnant accès à des outils plus avancés et quelques outils d'exportation
- Apple Qmaster 2, un outil de traitement distribué

## Historique
Final Cut Studio a été présenté pour la première fois au NAB en avril 2005. Cette suite de logiciels remplace Production Suite avec de nouvelles versions de toutes les applications de l'ancienne suite, ainsi qu'avec un nouvel outil, « Soundtrack Pro », qui est en fait une nouvelle version de Soundtrack, un outil qui était livré avec Final Cut Pro. En janvier 2006, il est devenu impossible de se procurer individuellement les applications contenues dans Final Cut Studio. En mars 2006, Apple présente une version Universal de sa suite professionnelle, Final Cut Studio 5.1, compatible processeur Intel et PowerPC.
En 2009, le nouveau Final Cut Studio 3 est compatible seulement avec Intel, il met donc à l'écart les processeurs PowerPC.

### Historique des versions
| Date          | Événement |
| ------------- | --- |
| NAB 1999      | Final Cut Pro |
| MWSF 2001     | DVD Studio Pro |
| Mars 2001     | Final Cut Pro 2 |
| Décembre 2001 | Final Cut Pro 3 |
| Avril 2002    | Cinema Tools |
| NAB 2002      | DVD Studio Pro 1.5 |
| NAB 2003      | Final Cut Pro 4, DVD Studio Pro 2, LiveType, Soundtrack, Compressor                                                                                               |
| NAB 2004      | Final Cut Pro HD, DVD Studio Pro 3, Motion, LiveType 1.2, Soundtrack 1.2, Compressor 1.2                                                                          |
| Août 2004     | Production Suite |
| NAB 2005      | Final Cut Studio : Final Cut Pro 5, DVD Studio Pro 4, Motion 2, LiveType 2, Soundtrack Pro, Compressor 2                                                          |
| Mars 2006     | Final Cut Studio 5.1 en version Universal. |
| NAB 2007      | (15 avril) Final Cut Studio 2 : Final Cut Pro 6, DVD Studio Pro 4, Motion 3, LiveType 2, Soundtrack Pro 2, Color, Compressor 3.                                   |
| Juillet 2009  | Final Cut Studio 3 : Final Cut Pro 7, DVD Studio Pro 4, Motion 4, Soundtrack pro 3, Color 1.5, Compressor 3.5.                                                    |
| Juin 2011     | Fin de vie de la suite Final Cut Studio : Remplacement par Final Cut Pro X (v10.0), Motion 5 et Compressor 4 (intégration de outils Color et Soundtrack dans FCP) |

## Vente
Final Cut Studio est décrit comme une suite complète de post-production, il permet à la fois le montage vidéo multi-caméra, l'animation graphique et la post-production audio. C'est le grand frère de la suite iLife, qui est destinée aux amateurs. iMovie est la version simplifiée de Final Cut Pro ; GarageBand 3 est une version grand public de Soudtrack Pro (avec sa capacité d'intégration avec iMovie) ; et iDVD est la version simplifiée de DVD Studio Pro. Tout comme Motion, iMovie inclut des effets Core image pouvant être appliqués en temps réel.
Apple a travaillé sur Final Cut 6 et 7 de manière à la rendre compatible avec un maximum de formats numériques aux standards SD et HD. Il est ainsi capable de travailler de manière native avec la plupart des formats existants. De plus, la réactivité d'Apple quant aux mises à jour est particulièrement rapide. L'outil Cinema tools permet la gestion de key-code en provenance des télécinémas et permet à Final Cut de gérer le 24@25 destiné au montage film 16 mm, et 35 à 2,3 et 4 perforations.
Depuis quelque temps, la suite Final Cut est devenu le challenger et une alternative aux solutions de montage Avid, plus onéreuses. Aux États-Unis, de nombreux monteurs travaillent sur d'importantes productions cinématographiques depuis quelque temps (No Country for Old Men (2007) des frères Coen).

### Haute définition
À la Macworld Conference and Expo 2005, Steve Jobs (président et cofondateur d'Apple) déclara que 2005 serait « l'année de la haute définition ». À cette fin, la prise en charge de la haute définition dans Final Cut Pro a été mise en évidence, entre autres, en plaçant un logo « HD » sur la boîte de la suite.
Final Cut Studio accepte presque tous les formats HD: (HDV, DVCPRO HD et la HD non-compressée) et Soundtrack Pro et Motion peuvent importer tous ces formats. DVD Studio Pro 4 permet la gravure de contenu HD sur les DVD standards, ces disques, correspondant au défunt format HD-DVD ne pourront être lus que dans l'application Lecteur DVD d'Apple, sur des platines HD-DVD ou lecteurs compatibles sur PC.
Il est possible, depuis Final Cut Studio 2009, de créer directement depuis Final Cut Pro des disques AVCHD (ou des disques BluRay si on dispose d'un graveur à cette norme) qui seront lisibles sur des platines BluRay compatibles.

## Intégration
Les applications de Final Cut Studio sont conçues de manière à former un tout. À titre d'exemple :
- Les séquences Final Cut Pro peuvent être : exportées vers Soundtrack Pro pour réaliser leur bande sonore ; encodées dans d'autres formats grâce à Compressor ; exportées vers Motion pour leur ajouter des effets 3D et des animations de texte, ou vers LiveType pour les effets de titrage
- Les projets LiveType peuvent être ouverts directement dans Final Cut Pro sans avoir été préalablement exportés
- Les projets Motion peuvent être incorporés dans DVD Studio sans avoir été préalablement exportés
- Les « LiveFonts » de LiveType peuvent être utilisés dans Motion.

Final Cut Pro et Motion s'intègrent avec Shake, un logiciel de compositing d'Apple et Color pour l'étalonnage.